# Clémentine Margaine
Clémentine Margaine, née à Narbonne en 1984, est une mezzo-soprano française.

## Biographie
Clémentine Margaine aborde la musique par une formation de pianiste au conservatoire national de région de Perpignan, en 2000 puis au conservatoire national de région de Montpellier. Elle commence le chant auprès d'Anne-Marie Blanzat en 2000. Elle poursuit sa formation au Conservatoire national supérieur de musique de Paris, dans la classe de Gerda Hartmann, où elle  obtient son « diplôme de formation supérieure » mention très bien, en 2003. À Royaumont, elle participe aux master classes de Nicolau de Figueiredo pour le style baroque.

## Carrière
Clémentine Margaine commence sa carrière en jouant le rôle de Rosette dans l'opéra Manon, en septembre 2010 à Vichy. Elle poursuit par le rôle de Mercédès dans Carmen, en février et mars 2011, à Nancy. La même année, elle est nommée « Révélation artiste lyrique de l'année » aux Victoires de la musique classique. Elle intègre ensuite la troupe du Deutsche Oper de Berlin, pour la saison 2011-2012. Sa carrière internationale se poursuit notamment à l'opéra de Dallas, où elle tient le rôle-titre de Carmen, en octobre et novembre 2013.
En avril 2017, elle incarne Carmen aux côtés de Roberto Alagna à l'Opéra de Paris dans la mise en scène controversée de Calixto Bieito, créé en 1999. Parmi les moments marquants de la saison 2018/2019 on pouvait noter Carmen au Metropolitan Opera et Royal Opera House, Dulcinée de Don Quichotte au Deutsch Oper Berlin. De sa Dulcinée, Festspiele Forum écrivait : « Clémentine Margaine était également formidable avec sa voix riche et noire, équilibrée dans toute la tessiture. Elle maitrise toutes les difficultés du rôle ».
Son récital de mélodies espagnoles, en octobre 2020 à Paris, est salué par la presse : « Ainsi va le mezzo-soprano de Clémentine Margaine, puissant, capiteux, enivrant comme un Ribera del Duero à l’alcoolmétrie élevée, dense, trapu et parfois brillant lorsque l’écriture musicale l’éclaire d’une lumière favorable. »
Le 6 août 2022 elle incarne Laura Adorno, la femme d'Alvise Badoero, chef de l'Inquisition de Venise, interprété par la basse russe Alexander Vinogradov (en), dans La Gioconda d'Amilcare Ponchielli, sur la scène du Théâtre antique d'Orange, dans le cadre des Chorégies, dans une mise en scène de Jean-Louis Grinda.